# Jab-a-ya sanda
Jab-a-ya sanda (잡아야 산다?), noto anche con il titolo internazionale Chasing, è un film del 2016 scritto e diretto da Oh In-chun.

## Trama
Quattro teppisti, studenti delle superiori, rubano a un poliziotto e a un ricco dirigente rispettivamente la pistola e il cellulare; i due decidono di allearsi per catturare i ladruncoli.